# Nikara
Nikara is een geslacht van vlinders van de familie uilen (Noctuidae), uit de onderfamilie Hadeninae.

## Soorten
- N. castanea Moore, 1882
- N. plusiodes Joannis, 1914